# Acqua & Sapone-Caffè Mokambo 2004
Questa voce raccoglie le informazioni riguardanti l'Acqua & Sapone-Caffè Mokambo nelle competizioni ufficiali della stagione 2004.

## Organico

### Staff tecnico
GM=General manager; DS=Direttore sportivo.
|  | Naz.              | Ruolo | Sportivo            |  |  |  |
|  | ----------------- | ----- | ------------------- |  |  |  |
|  | Italia (bandiera) | GM    | Palmiro Masciarelli |  |  |  |
|  | Italia (bandiera) | DS    | Franco Gini         |  |  |  |
|  | Italia (bandiera) | DS    | Enrico Paolini      |  |  |  |

### Rosa
|  | Naz.                   |  | Sportivo            | Anno |  |  |
|  | ---------------------- |  | ------------------- | ---- |  |  |
|  | Russia (bandiera)      |  | Aleksandr Arekeev   | 1982 |  |  |
|  | Italia (bandiera)      |  | Claudio Astolfi     | 1978 |  |  |
|  | Italia (bandiera)      |  | Denis Bertolini     | 1977 |  |  |
|  | Italia (bandiera)      |  | Lorenzo Cardellini  | 1978 |  |  |
|  | Italia (bandiera)      |  | Crescenzo D'Amore   | 1979 |  |  |
|  | Italia (bandiera)      |  | Alessandro D'Andrea | 1978 |  |  |
|  | Italia (bandiera)      |  | Alessandro Donati   | 1979 |  |  |
|  | Italia (bandiera)      |  | Andrea Ferrigato    | 1969 |  |  |
|  | Danimarca (bandiera)   |  | Bo Hamburger        | 1970 |  |  |
|  | Ucraina (bandiera)     |  | Valery Kobzarenko   | 1977 |  |  |
|  | Italia (bandiera)      |  | Ruggero Marzoli     | 1976 |  |  |
|  | Italia (bandiera)      |  | Rinaldo Nocentini   | 1977 |  |  |
|  | Italia (bandiera)      |  | Giuseppe Palumbo    | 1975 |  |  |
|  | Ucraina (bandiera)     |  | Kyrylo Pospyeyev    | 1975 |  |  |
|  | Stati Uniti (bandiera) |  | Fred Rodriguez      | 1973 |  |  |
|  | Lituania (bandiera)    |  | Raimondas Rumšas    | 1972 |  |  |
|  | Rep. Ceca (bandiera)   |  | Ondřej Sosenka      | 1975 |  |  |
|  | Austria (bandiera)     |  | Gerhard Trampusch   | 1978 |  |  |

## Palmarès

### Corse a tappe
- Circuit des Mines

2ª tappa (Denis Bertolini)
6ª tappa (Denis Bertolini)
- Závod Míru

2ª tappa (Denis Bertolini)
- Settimana Internazionale di Coppi e Bartali

3ª tappa (Crescenzo D'Amore)
5ª tappa (Ruggero Marzoli)
- Giro della Liguria

2ª tappa (Bo Hamburger)
- Giro d'Abruzzo

2ª tappa (Ruggero Marzoli)
- Tour de Pologne

5ª tappa (Rinaldo Nocentini)
8ª tappa (Ondrej Sosenka)
Classifica generale (Ondrej Sosenka)
- Giro d'Italia

9ª tappa (Fred Rodriguez)

### Corse in linea
- Wachovia Classic (Fred Rodriguez)

### Campionati nazionali
- Campionato statunitense: 1

In linea (Fred Rodriguez)
- Campionato ceco: 1

In linea (Ondrej Sosenka)